# Platycheirus dexter
Platycheirus dexter är en tvåvingeart som först beskrevs av Harris 1780.  Platycheirus dexter ingår i släktet fotblomflugor, och familjen blomflugor. Inga underarter finns listade i Catalogue of Life.